# Сава Драгунчев
Сава Драгунчев е български актьор, режисьор, преподавател и преводач. От месец юли 2022 г. е Изпълнителен директор на Националния фонд „Култура“.

## Биография
Роден е на 19 март 1978 г. в София. Има бакалавърска степен по „Икономика“ и магистърски степени по „Английска филология“, „Международни политически отношения и сигурност“ и „Макроикономика“ в Софийския университет.
През 2004 г. е приет във НАТФИЗ „Кръстю Сарафов“ със специалност „Актьорско майсторство за драматичен театър“ в класа на професор Стефан Данаилов и завършва през 2008 г. През 2014 г. му е присъдена докторска степен по „Театрознание и театрално изкуство“.

### Актьорска кариера

#### Кариера в театъра
Драгунчев е актьор от трупата на Народния театър „Иван Вазов“ от 2009 г.
Освен в Народния театър, играе в Театрална работилница „Сфумато“. Участва в Международния театрален фестивал „Варненско лято“ и на Есенния международен театрален фестивал „Сцена на кръстопът“ в Пловдив, където е и селекционер на програмата. От 2013 до 2016 г. е Артистичен директор на Международния театрален фестивал на монодрамата „Към звездите“ във Варна.
Режисьор е на множество спектакли в Театър НАТФИЗ и Театър „Азарян“, между които „Мостът“ от Лоран ван Ветер, „Зверското синьо“ от Филип Ридли, „Лодкарят“ от Джез Бътъруърт, „Изгубеното поколение“ от Робърт Патрик, „Небесен отряд“ от Дж. Лебович, „Троил и Кресида“, „Криспиановден“, „Както ви харесва“ от Уилям Шекспир и др. 
Консултант е по шекспировото слово на редица представления – „Хамлет“ (реж. Явор Гърдев), „Укротяване на опърничавата“ (реж. Стайко Мурджев), „Ромео и Жулиета“ (реж. Анастасия Събева), „Мяра според мяра“ (реж. Крис Шарков), „Бурята“ и „Сън в лятна нощ“ (реж. Димитър Стефанов). 
Участва като актьор във филми и сериали, измежду които са „Дзифт“, „Недадените“, „Пътят към Коста дел Маресме“ и др.

#### Кариера в дублажа
През 2022 г. озвучава в дублажа на компютърната анимация „Пинокио: Истинска история“, записан в „Андарта Студио“, режисиран от Кирил Бояджиев.

## Участия в театъра
Народен театър „Иван Вазов“
- Инспекторът от Скотланд Ярд в „Балът на крадците“ от Жан Ануи с режисьор Тиери Аркур, където е и асистент режисьор[9]
- Следователят в „Братя Карамазови“ по Ф. Достоевски, реж. Деян Пройковски
- „Хъшове“ на Иван Вазов – режисьор Александър Морфов[10]
- Майор Морозов в „Нощна пеперуда“ от Пьотр Гладилин[11]
- Граф дьо Гиш в „Сирано дьо Бержерак“ от Едмон Ростан – постановка Стефан Москов[12]
- Асистент режисьор по „Козата или Коя е Силвия?“ от Едуард Олби с реж. Явор Гърдев, асистент на Едуард Олби в България
- Асистент режисьор на „Вълните“ по Вирджиния Улф с режисьор Арлет Ричи
- Филинт в „Мизантроп“ от Жан-Батист Молиер – постановка Росица Обрешкова[13]
- Християн Иванич Гибнер в „Ревизор“ от Николай Гогол – режисьор Мариус Куркински[14][15][16]
- Жак в „Както ви харесва“ от Уилям Шекспир – постановка Стефан Данаилов[17]
- Актьорът Бабтиста в „Хамлет“ от Уилям Шекспир – режисьор Явор Гърдев[18][19]
- Джон Мортън в „Крал Лир“ от Уилям Шекспир – режисьор Явор Гърдев
- Слендър във „Веселите уиндзорки“ от Уилям Шекспир – режисьор Ръсел Болъм[20]
- „Херкулес и Авгиевите обори“ от Фридрих Дюренмат – режисьор Ивайло Христов[21]
- Силвио Маспери в „Каквато ти ме искаш“ от Луиджи Пирандело – режисьор Теди Москов[22]
- Ана Комнина в „Процесът против богомилите“ от Стефан Цанев – режисьор Маргарита Младенова[23][24]
- Граф дьо Нонжак в „Идеалният мъж“ от Оскар Уайлд – режисьор Тиери Аркур, превод Красимира Тодорова[25][26][27]
- 2011 – Камило в „Зимна приказка“ от Уилям Шекспир – постановка Маргарита Младенова[28]
- 2015 – Кочо Стоянов в „Гео“ – режисьор Иван Добчев[29][30][31]
- 2016 – Д-р Пургон в „Мнимият болен“ от Жан-Батист Молиер – режисьор Владлен Александров[32][33]
- 2017 – Варава в „Последното изкушение“ от Никос Казандзакис – режисьор Веселка Кунчева[34][35][36]
- 2017 – Самоквасов в „Чаровно лято с неизбежните му там неприятности (Чудаци)“ по Максим Горки – режисьор Красимир Спасов[37][38][39]
- 2018 – Д-р Релинг в „Дивата патица“ от Хенрик Ибсен – режисьор Крис Шарков[40][41][42]
- „Слуга на двама господари“ от Карло Голдони – постановка Димитър Бозаков[43]
- Килърът в „Досието на една ж.“ от Петър Маринков – режисьор Боил Банов[44]
- AZ в „Мостът“ от Лоран ван Ветер – постановка Стефан Данаилов[45][46][47]

## Филмография
- „Дзифт“ (2008) – Сервитьорът, реж. Явор Гърдев
- „Пастирят“ (2008) – Флако[48], реж. Исаак Флорентин
- „Недадените“ (2013) – граф Маджистрати, БНТ
- „Пътят към Коста дел Маресме“ (2014) – Теодор Данекер, реж. Иван Ничев
- „Сериз“ – Художникът (2015)[49]
- „Код Лондон“ – Свещеникът на Уестминстърското абатство (2016)[50]
- „Париж, вино и романтика“ (2019)[51]
- „Глад“ – Дясната ръка (2020)[52], реж. Петър Крумов
- „Младата жена и морето“ – Репортерът Елзас (2022)[53], реж. Хоаким Рьонинг

## Дублаж
- „Пинокио: Истинска история“ (2022) – Лисица

## Академични и други дейности
Д-р Сава Драгунчев е дългогодишен асистент на проф. Стефан Данаилов, а след смъртта на Данаилов води самостоятелно последния му клас до завършване в НАТФИЗ.
Преподавател е в НАТФИЗ в екипа и на проф. Иван Добчев, води „Актьорско майсторство“ на класа на проф. д-р Александър Илиев и „Програма Шекспир“ на класа на проф. д-р Пенко Господинов.
Води „Публично говорене в чуждоезикова среда“ (на английски език) в Магистърската програма на НАТФИЗ „Публична реч“. Също така преподава и „Техника и култура на говора и поведение пред камера“ във Факултета по Журналистика и масови комуникации в Софийския университет „Св. Климент Охридски“ (ФЖМК).
От 1999 до 2002 г. работи като Старши експерт в Кабинета на Президента на Република България (Петър Стоянов).
Председател е на Съюза на говорещите английски език в България към Съюза на говорещите английски език в Британската общност, Лондон, Великобритания.
През 2021 г. е сред кандидатите за директор на Народния театър „Иван Вазов“.
От месец юли 2022 г. с решение на Управителен съвет е избран за Изпълнителен директор на Националния фонд „Култура“.

## Награди и номинации
През 2006 г. Драгунчев печели международния конкурс за стипендия на Шекспировия театър „Глобус“ в Лондон, Великобритания, а през 2010 г. – стипендия в Кралския Шекспиров театър в Стратфорд на Ейвън, Великобритания.
Два пъти е носител на наградата на ВГИК, Москва. Веднъж за драматургия на „И само туй: любов“ по Уилям Шекспир (2015) и веднъж за режисура на „Изгубеното поколение“ от Робърт Патрик (2018).
През 2018 г. получава номинация „Икар“ в категорията „Поддържаща мъжка роля“ за ролята си на Самоквасов в „Чаровно лято с неизбежните му там неприятности (Чудаци)“ от Максим Горки и на режисьора Красимир Спасов.